# Mikro (traktor)
Mikro (traktor) – prototyp małego polskiego traktora z napędem na dwie osie skonstruowanego w latach 80. przez wynalazcę Jana Ruzika.

## Historia
Traktor skonstruowany został przez polskiego wynalazcę amatora Jan Ruzika pracownika Zakładów Chemicznych w Blachowni. W 1981 roku dyrekcja zakładu zachęciła go do wzięcia udziału w ogólnopolskim konkursie majsterkowiczów, w którym zajął pierwsze miejsce. Polska firma Ursus chciała podpisać z konstruktorem umowę na produkcję małych traktorów według jego projektu. Do podpisania jej z niewyjaśnionych przyczyn jednak nie doszło.